# Val d’Or (Malezja)
Val d’Or – miasto w Malezji w stanie Penang. W 2000 roku liczyło 46 878 mieszkańców.